# Derek Ho
Derek Ho (Kailua, 26 settembre 1964 – Pūpūkea, 17 luglio 2020) è stato un surfista statunitense.

## Biografia
Vinse il titolo mondiale nel 1993 a 29 anni; aveva iniziato ad usare la tavola da surf all età di 3. Era fratello di Michael Ho,  anch'egli surfista.
Derek Ho è morto nel luglio del 2020 in ospedale, dopo alcuni giorni di coma causato da un grave infarto.